# 29 Kołobrzeski Dywizjon Artylerii Ciężkiej
29 Kołobrzeski Dywizjon Artylerii Ciężkiej (29 dac) – pododdział artylerii ciężkiej Wojska Polskiego.
W lutym 1946 roku, na bazie 87 Pułku Artylerii Haubic, został sformowany 29 Dywizjon Artylerii Haubic. Jednostka została zorganizowana według etatu Nr 4/16 samodzielnego dywizjonu artylerii haubic. Stan etatowy dywizjonu liczył 7 pracowników kontraktowych i 289 wojskowych, w tym 38 oficerów i 83 podoficerów oraz 168 szeregowców. Podstawowym uzbrojeniem dywizjonu było dwanaście 122 mm haubic wz. 1938 (M-30).
Wiosną 1947 roku dyon został przeformowany na etat Nr 4/32 i przemianowany na 29 Kołobrzeski Dywizjon Artylerii Ciężkiej. Liczba haubic w nowym etacie została zredukowana do ośmiu.
Latem 1948 roku jednostka została przeformowana na etat Nr 4/39 o stanie 173 żołnierzy, przezbrojona w 152 mm haubicoarmaty wz. 1937 (MŁ-20), włączona w skład 14 Brygady Artylerii Ciężkiej z zachowaniem dotychczasowej nazwy i numeru oraz dyslokowana z do Strachowa. Jesienią 1951 roku dyon wraz z całą brygadą został przeniesiony do garnizonu Bolesławiec, gdzie zajął koszary opuszczone przez 92 Pułk Artylerii Przeciwpancernej. W terminie do 1 grudnia 1951 roku 14 BAC została przeformowana na etat Nr 4/63. W wyniku tej reorganizacji dyon utracił swoją nazwę i numer.